# Флатау, Эдвард
Эдвард Флатау (27 декабря 1868, Плоцк — 7 июня 1932, Варшава) — польский невролог, работы которого оказали большое влияние на развитие неврологии. Является основателем невропатологии в Польше, авторитет в физиологии и патологии менингита. Член Польской академии наук.

## Краткая биография
Среднюю школу окончил в 1886 году с золотой медалью. В 1892 году окончил медицинский факультет Московского университета, где на него оказали влияние психиатр Сергей Сергеевич Корсаков и невролог Алексей Яковлевич Кожевников. Получил докторскую степень в 1892 году и работал шесть лет в Берлине в лабораториях Эмануэля Менделя (1839—1907), Генриха Вальдейера, Германа Оппенгейма (1858—1919).
В 1894 году он написал большую работу, «Атлас человеческого мозга и пути нервных волокон», который впервые был опубликован на немецком, английском, французском и русском языках, и только в 1896 году был издан на польском. Зигмунд Фрейд считал его отличным учебным материалом. В 1898—1899 годах вышло второе расширенное издание атласа, в котором он изложил своё открытие: «Закон эксцентрического расположения длинных проводников» (Закон Ауэрбаха—Флатау). За это открытие он получил в Москве в 1899 году степень доктора медицинских наук.

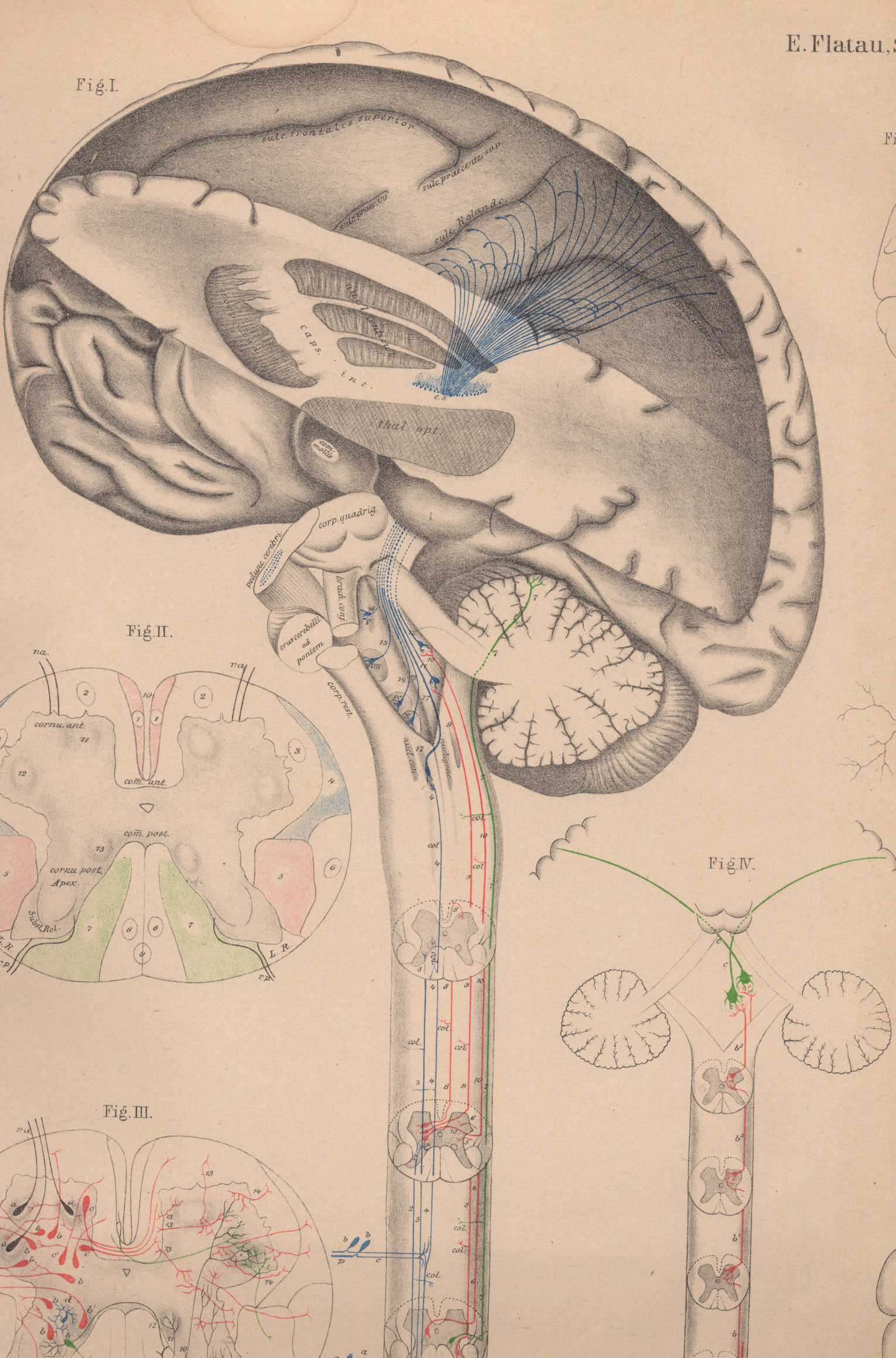
Изображение мозга из Атласа

В 1912 году написал монографию, посвящённую мигреням, которая была переиздана только в 2007 году и теперь часто цитируется в медицинской литературе — это самая известная его книга. Он одним из первых представил полную клиническую картину мигрени.
В октябре 1911 года Эдвард Флатау передал Варшавскому научному обществу основанную им при Психологическом обществе неврологическую лабораторию.
В 1913 году он организовал и возглавил при Институте экспериментальной биологии нейробиологическую лабораторию; занимался экспериментальным созданием опухолей мозга путём химического и физического воздействий на мозговую ткань; описал ряд симптомов при менингите: «Симптом Флатау» — расширение зрачков при интенсивном, быстром пассивном сгибании шеи больного.
В 1927 году Флатау, независимо от Эмиля Редлиха в Вене, описал вспышку рассеянного энцефаломиелитa (болезнь Редлиха—Флатау). Флатау был убеждён, что эта болезнь была вызвана вирусом, что позднее подтвердилось.
Похоронен на Еврейском кладбище в Варшаве.

## Публикации
- Флатау, Э., 1898, Законъ эксцентрическаго расположенія длинныхъ путей въ спинномъ мозгу. Диссертація. Москва. 1898. 8°. стр. + 4 табл.